# Antonio Fresco
Miguel Antonio Matos, meglio noto come Antonio Fresco (IPA: [ænˈtoʊnioʊ ˈfrɛskoʊ]; Silver Spring, 1º settembre 1983), è un disc jockey, produttore discografico e presentatore radiofonico statunitense.

## Biografia
Miguel Antonio Matos è nato a Silver Spring, nel Maryland. È cresciuto a Baltimora, nel Maryland, da sua madre, portoricana di New York. È afro-latinoamericano di origine dominicana e portoricana.

## Carriera

### 2003-2014: Gli inizi
Fresco è un ex presentatore radiofonico e disc jockey per la stazione radio ritmica, 97.9 The Beat a Dallas, nel Texas. Durante il suo periodo alla stazione radio, Antonio ha intervistato molti atti importanti come il rapper Nelly, B.o.B, e l'ex gruppo di ragazze, OMG Girlz. Mentre viveva a Dallas e alla radio, ha usato il nome d'arte M-Squared. Nel novembre 2011, Fresco ha prodotto e ospitato un video chiamato M-Squared Presents The Understanding - DFW Cypher che presentava se stesso e sei artisti musicali della zona di Dallas Fort Worth. Il video musicale è stato presentato nella pubblicazione nell'area di Dallas, D Magazine. Nell'aprile 2014, è stato votato Miglior DJ da un giornale locale chiamato The Dallas Weekly.

### 2015-2016:Blow IteLight It Up
Dopo essersi trasferito a Los Angeles, Fresco si unì al cantante Jonn Hart e al produttore musicale Clayton William per pubblicare il singolo Blow It. Blow I è stato pubblicato di nuovo con il nome dell'artista Hella Louud, un gruppo composto da Hart e William, con Antonio Fresco. Nel 2016, Fresco ha pubblicato la canzone Light It Up, che è stata la sua unica uscita ufficiale dell'anno. Il singolo era nello stile di melbourne bounce, che è un sottogenere di Electro house. Più tardi quell'anno, nell'agosto 2016, Fresco fece un remix non ufficiale della canzone di Calvin Harris e Rihanna This Is What You Came For.

### 2017-presente:Lose Myselfed altri progetti
Nel giugno 2017, Fresco ha collaborato con il cantante Kennis Clark per pubblicare il singolo Bout Time. Il video musicale è stato realizzato in collaborazione con la New York Film Academy come uno dei loro progetti di Industry Lab. Il suo singolo After Party arrivò più tardi quell'anno, seguito da Lose Myself, che è una canzone che ha influenze dance pop e dancehall.

## Discografia

### Singoli
- 2015 Blow it with Jonn Hart & Clayton William[20]
- 2016 Light It Up[21]
- 2017 Bout Time with Kennis Clark[22]
- 2017 Lose Myself featuring Wes Joseph[23]
- 2019 Rattlesnake with Patricia Possollo featuring Lorena J'zel[24]
- 2020 Make Ya Move[25]
- 2020 Leading Me On[26]

### Remix
- 2019 Halsey - Graveyard (Antonio Fresco Remix)[27]
- 2019 Ariana Grande, Miley Cyrus y Lana Del Rey - Don't Call Me Angel (Antonio Fresco Remix)